# Sola Scriptura Teológiai Főiskola
A Sola Scriptura Teológiai Főiskola egy 1992-ben alapított keresztény, adventista hittudományi iskola Biatorbágyon. Fenntartója a Keresztény Advent Közösség.

## Képzések
A képzések:
Alapképzés
- Teológia, 8 félév

Szakirányú továbbképzés
- Biblia-alapú lelkigondozás, 2 félév

Egyéb
- Szabadfőiskolai kurzus

## Külső hivatkozások
- https://sola.hu/